# 南順集團
南順集團（英語：Lam Soon Group）是新加坡食品企業。

## 歷史
南顺集团創辦人黄景顺來自福建廈門。他1929年在新加坡开始椰干及罐头食品贸易的小生意，1950年成立南顺罐头（Lam Soon Cannery）私人有限公司。1955年，黄景顺逝世，其子黄大椿和黃大樑繼承家業，在新加坡惹兰裕廊開廠生产烹饪用油和肥皂。
1970年，南顺建造了马来西亚第一間棕油分馏厂，生产烹饪用油。南順還在东马及马来半岛种植油棕。
1996年，泰国南顺公司在泰国上市。翌年，收购泰国最大油棕园UPOIC两成股权。2003年，南顺再度收购UPOIC的股权达66％，使它成为泰国南顺的子公司。
2019年，南顺集团僱用約6000名員工，年营业额约10亿新加坡元。南順在马来西亚有六个工厂，占营业额一半。

### 南順香港
1960年代，南顺在香港设立分公司。1972年，香港南顺公司在香港上市。1997年，豐隆集團成為南順香港的大股東。2000年，談判七个多月後，黃大樑和黄大椿達成庭外和解，拥有新加坡母公司36.8％股份的弟弟黃大樑收購哥哥黄大椿的全部44.8％股份。两兄弟的生意從此分開。黄大椿家族主攻香港等大中华區业务。黃大樑家族继续经营東南亞（新马泰越）业务。

## 外部鏈接
- 官方网站